# Großsteingrab Stenløse By 2
Das Großsteingrab Stenløse By 2 war eine megalithische Grabanlage der jungsteinzeitlichen Nordgruppe der Trichterbecherkultur im Kirchspiel Stenløse in der dänischen Kommune Egedal. Es wurde im 19. oder frühen 20. Jahrhundert zerstört.

## Lage
Das Grab lag südwestlich von Stenløse auf dem Gelände des Værebro Golfcenter. In der näheren Umgebung gibt bzw. gab es zahlreiche weitere megalithische Grabanlagen.

## Forschungsgeschichte
Im Jahr 1875 führten Mitarbeiter des Dänischen Nationalmuseums eine Dokumentation der Fundstelle durch. Bei einer weiteren Dokumentation im Jahr 1942 waren keine baulichen Überreste mehr auszumachen. 2006 erfolgte im Zuge der Errichtung des Golfplatzes eine Nachgrabung am Standort des Grabes durch Mitarbeiter des Frederikssund Museums.

## Beschreibung
Die Anlage besaß eine längliche Hügelschüttung. Der Hügel enthielt eine Grabkammer mit rechteckigem Grundriss, die als Dolmen anzusprechen ist. Der Deckstein fehlte 1875 bereits. Bei der Grabung von 2006 konnten noch Standspuren von Umfassungssteinen und von Wandsteinen der Kammer festgestellt werden. Zur Orientierung und den Maßen des Hügels und der Kammer liegen keine Angaben vor.